# Rowwen Hèze (album)
Rowwen Hèze is het eerste mini-album van de gelijknamige band Rowwen Hèze. Het werd in eigen beheer op mini-lp uitgebracht op 6 december 1987.
Op de hoes van het album, die aan de voorzijde bijna identiek is aan die van het tweede album Blieve loepe, is ook nog de tweede optionele bandnaam "Los Limbos" te zien. Deze naam haalde uiteindelijk niet, waarna de band definitief verderging onder haar huidige naam.
Terwijl de band tijdens liveoptredens nog veel rockcovers speelde, werd ondertussen gewerkt aan eigen nummers. Deze werden in het najaar van 1987 opgenomen en vormden samen dit eerste album.

## Carnaval
Het laatste nummer van het album, America dat stiet, heeft als boodschap "America ligt niet, America stáát". Dit nummer was in 1985 al een grote carnavalshit in het dorp maar was beduidend minder controversieel dan Niks stront niks.
Eerst was het nog de beurt aan De toet, dat in 1986 ook op compact cassette werd uitgebracht door C.V. De Turftreiers.
Niks stront niks, het tweede nummer van het album, was een ander verhaal. Het was begin 1987 ter gelegenheid van carnaval uitgebracht op muziekcassette en was de reden voor een behoorlijke controverse in én tussen de plaatsen America en Horst. In Niks stront niks zingt de band over het feit dat Horst te weinig zou geven om het "kleine broertje" America. De eerste oplage van de cassette was vrijwel meteen uitverkocht, en zelfs in de landelijke media werd aandacht besteed aan het nummer en de controverse eromheen.

## Tracklist
1. Wakker Wère
2. Niks stront niks
3. De brug
4. De Piel in brand
5. De toet
6. America dat stiet

## muzikanten
- Geert Hermkes - accordeon en keyboard
- Jan Philipsen - basgitaar
- Mart Deckers - drums en percussie
- Jack Poels - gitaar en zang
- Jack Haegens - trompet
- Theo Joosten - slaggitaar
- Toos Vervoort - zang (Niks stront niks)